# Козлов, Виктор Петрович
Виктор Петрович Козлов (род. 26 декабря 1941, Донецк, УССР, СССР) — советский и российский военачальник, генерал-полковник авиации, кандидат военных наук, профессор . Начальник  Военно-воздушной академии имени Ю. А. Гагарина (1996—2002). Заслуженный специалист Вооружённых Сил СССР (1990). Лауреат Премии Правительства Российской Федерации (2012).

## Биография
Родился 26 декабря 1941 года в  Донецке, Украинская ССР.
С 1958 по 1963 год обучался в Оренбургском высшем военном авиационном Краснознамённом училище лётчиков, которое окончил с отличием. В 1971 году окончил Военно-воздушную академию имени Ю. А. Гагарина. В 1984 году окончил Военную академию Генерального штаба Вооружённых Сил СССР имени К. Е. Ворошилова.
В 1963 по 1968 год служил в действующей армии в частях Военно-воздушных сил СССР в составе 132-й бомбардировочной авиационной дивизии 16-й воздушной армии Группы Советских войск в Германии на должностях лётчика и старшего лётчика 277-го бомбардировочного авиационного полка.
В 1971 по 1982 год В. П. Козлов командовал авиационным полком и 132-й бомбардировочной авиационной дивизии. С 1982 по 1984 год — заместитель командующего 4-й Краснознамённой воздушной армией по боевой подготовке. С 1986 по 1989 год командовал авиационным корпусом. С 1989 по 1991 год — первый заместитель командующего 24-й воздушной армии особого назначения ВГК. С 1991 по 1992 год — советник командующего Военно-воздушных сил Ливии. 
С 1992 по 1994 год В. П. Козлов являлся — первым заместителем командующего, а с 1994 по 1997 год — командующим 1-й Краснознамённой воздушной армии. С 1997 по 2002 год В. П. Козлов являлся — начальником Военно-воздушной академии имени Ю. А. Гагарина, он защитил диссертацию на соискание учёной степени кандидат военных наук и ему была присвоена учёная степень профессор.

## Награды
- Орден «За военные заслуги»
- Орден «За службу Родине в Вооружённых Силах СССР» III степени
- Заслуженный специалист Вооружённых Сил СССР (1990)[1][2]
- Премия Правительства Российской Федерации имени Ю. А. Гагарина в области космической деятельности (2012 — «за значительный вклад в развитие Военно-воздушных сил»)[5]